# مارغريت براشاو
مارغريت براشاو (بالإنجليزية: Margaret Bradshaw)‏ هي عالمة وجيولوجية نيوزيلندية، ولدت في 1941.